# Platylabus transversus
Platylabus transversus là một loài tò vò trong họ Ichneumonidae.